# 10089 Turgot
10089 Turgot eller 1990 SS9 är en asteroid i huvudbältet som upptäcktes den 22 september 1990 av den belgiske astronomen Eric W. Elst vid La Silla-observatoriet. Den är uppkallad efter den franske nationalekonomen Anne Robert Jacques Turgot.
Asteroiden har en diameter på ungefär 4 kilometer och den tillhör asteroidgruppen Nysa.